# Запоздалый жених
«Запоздалый жених» — советская кинокомедия, снятая в 1939 году (восстановлен в 1966 году), на Тбилисской киностудии режиссёром Котэ Микаберидзе.
Как писал в 1977 году журнал «Советский экран»: «фильм „Запоздалый жених“ — одна из лучших грузинских кинокомедий 40-х годов», Фрагменты фильма — как из одной из лучших советских довоенных комедий — использованы в фильме-кроссовере 1980 года «Комедия давно минувших дней».

## Сюжет
Молодой колхозник-ударник Сандро робкий и застенчивый, никак не может решиться признаться в любви своей девушке Маро. Маро же подозревает, что у Сандро есть другая, он часто встречается с молодой девушкой Тамро. Но оказывается, что Маро зря ревнует — просто Сандро увлёкся футболом, а Тамро — инструктор физкультуры. И это увлечение футболом в конечном итоге идёт на пользу отношениям пары — после матча окрыленный победой своей команды Сандро теряет робость, признаётся Маро в любви и делает предложение.

## В ролях
- Тамара Цицишвили — Маро, колхозница
- Александр Омиадзе — Сандро, колхозник
- Александр Квалиашвили — Лука, друг Сандро
- Цецилия Цуцунава — Елизавета, мать Сандро
- Заал Теришвили — Николоз, отец Сандро
- Шота Нозадзе — Шота, колхозник
- Читолия Чхеидзе — Цецилия, подруга Маро
- Кириле Мачарадзе — Кириле, председатель колхоза
- Тамара Беридзе — Тамро, дочь Кириле
- Надежда Сирбиладзе — Лиза, жена Луки

## Критика
Как отмечала киновед Кора Церетели, этот фильм в плане развития комедийного жанра в звуковом кино был в ряду «ярких картин» грузинского кинематографа 1940-х годов.
Однако, как писал Р. Н. Юренев, фильм, как и другие грузинские комедии тех лет, имел очевидные просчёты в драматургии и режиссуре, слабый и вялый сюжет, при этом комедийный элемент держался на устаревших приёмах: «трюки, с помощью которых режиссёры пытаются развеселить зрителя, порою весьма примитивны», это же отмечалось и другими критиками:

Не лишена тех же недостатков относительно лучшая грузинская звуковая комедия «Запоздалый жених». Снова входу искусственные ситуации…. Комедийные эффекты фильма основаны на отработанных комических трюках, таких, как эпизод вынужденного переодевания Сандро в женское платье, проезд его по селу на разваливающемся велосипеде.
 Однако кинорежиссёру К. Микаберидзе удалось передать колорит грузинской деревни, создать обаятельные характеры сельских тружеников. Удачи фильма располагались вне действия комедийной интриги, на периферии сюжета. Они были связаны с реальной жизненной средой, которая проникала в фильмы благодаря зоркому глазу художника.— История советского кино: 1931—1941. — М.: Искусство, 1969. — стр. 429